# نيهونباشي

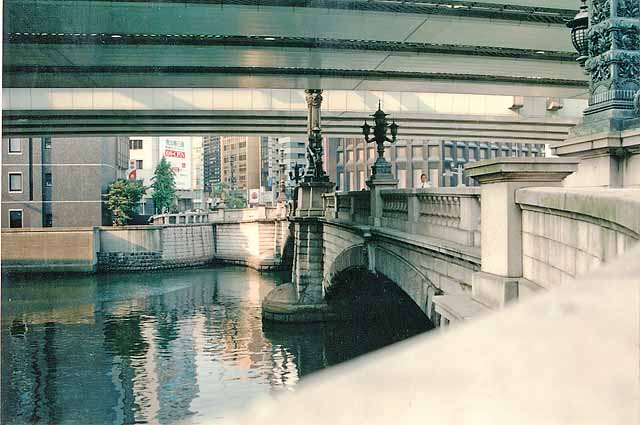
جسر نيهون باشي وفوقه طريق سريع

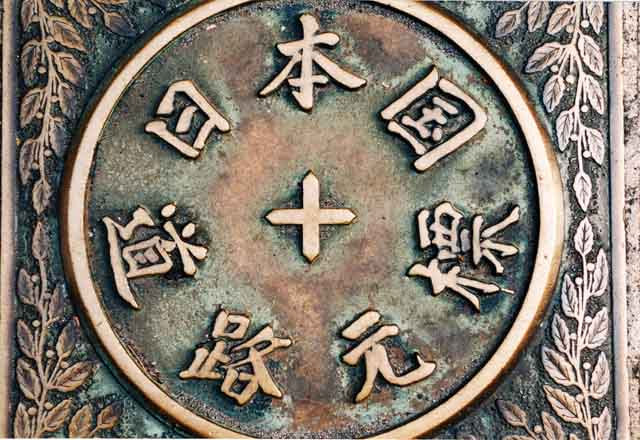
نقطة بداية قياس الطرق لجميع اليابان عند الكيلومتر صفر تبدأ من جسر نيهون باشي

نيهونباشي (باليابانية: 日本橋) وتعني حرفياً «جسر اليابان» هي منطقة أعمال في تشوأو، طوكيو، اليابان والتي تحيط حول جسر يحمل نفس الاسم الذي يربط ضفتي نهر نيهونباشي منذ القرن السابع عشر حيث تم بناء أول جسر خشبي عام 1603، أما الجسر الحجري الحالي فقد تم بنائه عام 1911. تغطي المنطقة مساحة واسعة من المنطقة شمال وشرق الجسر حتى تصل إلى أكيهابارا من الشمال ونهر سوميدا من الشرق، وتحيط بها أوته-ماتشي من الغرب ويا-إيسو وغينزا من الجنوب.

## تاريخ

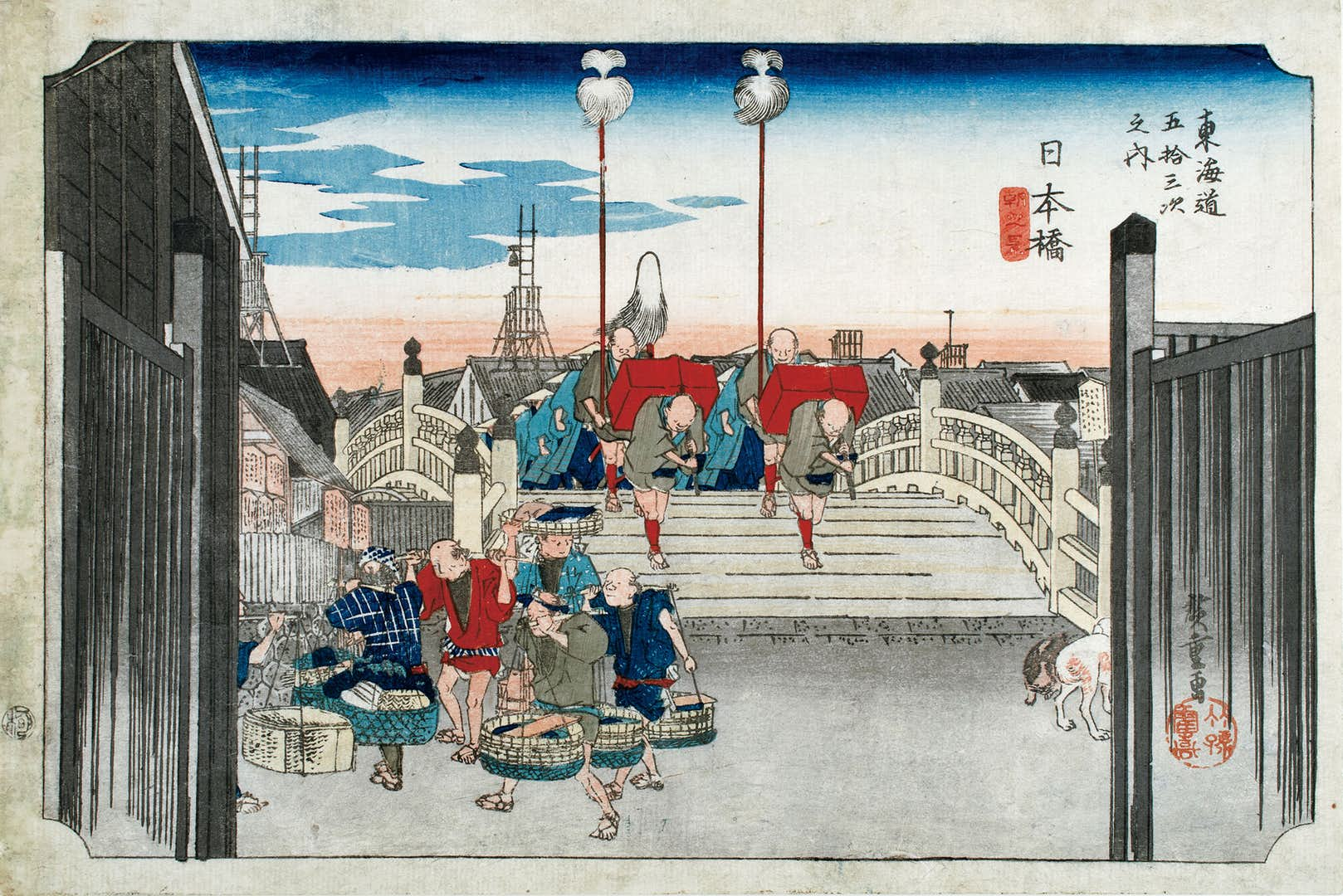
لوحة أوكيو-إه لجسر نيهونباشي من أعمال هيروشيغه

كانت منطقة نيهونباشي هي المنطقة التجارية الرئيسية في فترة إدو، حيث بدأت فيها بيع الجملة الذي أدى إلى افتتاح أول مجمع تجاري في اليابان وهو مجمع ميتسوكشي في نيهونباشي. لعب نيهونباشي في فترة إدو الدور الذي يلعبه اليوم سوق تسوكيجي للأسماك، إلا أنه مع الأيام تحول إلى سوق لمختلف البضائع والمعاملات المالية.
بدأت شهرة نيهون باشي في بدايات القرن السابع عشر عندما تحول إلى بداية طريق توكايدو الذي يربط كيوتو مع إدو (طوكيو حالياً)، في ذلك الوقت عرف باسم إدو باشي (جسر إدو). وفي فترة ميجي تم استبدال الجسر الخشبي بجسر حجري الذي ما زال باقياً إلى اليوم. أهمية نيهونباشي تكمن أيضاً في أنه نقطة الصفر لقياس مسافات الطرق في اليابان، حيث تعرض الطرق السريعة علامات المسافات إلى طوكيو مقاسة بالكيلومترات من نيهونباشي.
قبل الألعاب الأولمبية الصيفية 1964 بني طريق سريع مر تماماً فوق نيهونباشي منع منظر جبل فوجي من فوق الجسر. إلا أن سكان المنطقة المحليين يطالبون بإزالة الطريق السريع وتحويله إلى ما تحت الأرض لإعادة جمال المنظر إلى جسر نيهونباشي، وقد دعم الفكرة رئيس الحكومة الأسبق جونشيرو كيوزومي، إلا أنه تمت معارضة التنفيذ من قبل حاكم طوكيو شينتارو إيشيهارا بسبب الكلفة الضخمة لأعمال نقل الطريق السريع التي قدرت بحوالي 500 مليار ين ياباني.

## أماكن مشهورة في نيهونباشي
- مصرف اليابان
- ميتسكوشي، مجمع تسوق
- بورصة طوكيو

## شركات مركزها نيهونباشي
- إتش إس بي سي
- ميريل لينش اليابان
- آي‌بي‌إم اليابان

## وصلات خارجية
- معرض صور من نيهونباشي